# みのや雅彦のサンデーパラダイス
『みのや雅彦のサンデーパラダイス』とは、STVラジオで放送されていたラジオ番組である。2000年10月放送開始、2006年3月19日放送終了。

## 放送時間
- 毎週日曜日 13:00 - 17:00 （日本標準時）

## パーソナリティ
- みのや雅彦[1][2]
- 鈴木亜紀
- 森崎博之（TEAM NACS）[1]
- 音尾タクマ（TEAM NACS）[2]
- 吉田眞理子[2]
- 熊谷明美[1]

## タイムテーブル
- 14:05 日曜対談ザ･プロフィール
- 14:30 トヨタ プレシャス・ボックス!
- 16:00 ズームアップ北海道